# Глибочицький проїзд
Глибо́чицький прої́зд — вулиця в Шевченківському районі міста Києва, місцевість Лук'янівка. Пролягає від Глибочицької вулиці до вулиці Січових Стрільців.

## Історія
Виник у 50-ті роки XX століття під назвою Нова вулиця. Сучасна назва — з 1955 року.